# Wayne Odesnik
Wayne Odesnik (Johannesburg, 21 november 1985) is een voormalig Amerikaanse voormalig tennisser.
Odesnik won geen ATP-toernooien maar stond er wel één keer in een finale. Hij deed ook mee aan verschillende grandslams. Verder heeft hij zeven challengers in het enkelspel op zijn naam staan.
Op 18 maart 2015 kreeg hij een verbod van 15 jaar om tennis te spelen. Hij was voor de tweede keer betrapt op het gebruik van doping.

## Jaarverslagen

### 2004
Won een paar futurestoernooien in Hawaï om het seizoen te eindigen. Was ook finalist in Auburn en Costa Mesa futures toernooien.

### 2006
Won zijn eerste challenger titel in Milaan (versloeg: Arnaud Di Pasquale). Won ook futures toernooien in Little Rock en Mobile. Bereikte de halve finale in de challenger van Atlanta in mei en de kwartfinale in drie andere toernooien.

### 2007
De Amerikaan had zijn beste seizoen door te eindigen in de top 125 voor de eerste keer. Maakte zijn ATP debuut op het Amerikaanse Hardcourt door de derde ronde te bereiken in ATP-toernooi van Washington (verloor van de latere finalist: John Isner), versloeg no. elf geplaatste Ivan Ljubičić op het ATP-toernooi van Montréal/Toronto en bereikte als Wildcard de tweede ronde van het US Open (verloor van: Juan Ignacio Chela). Bereikte een record van 4-3 op hat ATP. Genoot van een sterk seizoen qua challengers toernooien met een record van 26-17. Won de challenger van Sacramento in oktober (versloeg: Lu Yen-Hsun) en finalist in Karlsruhe (verloor van: Mischa Zverev), bereikte twee halve finales in Waikoloa en Reggio Emilia en vier kwartfinales. Verdiende dit jaar $ 102.200.

### 2008
Had een record van 17-10 op challengers toernooien en een record van 14-15 op ATP toernooien. Hij bereikte zijn eerste ATP halve finale, en dit op het ATP-toernooi van Houston (verloor van latere winnaar: Marcel Granollers) en de derde ronde op Roland Garros (verloor van:Novak Đoković. Ook bereikte hij de halve finale van de challengers van Tulsa, Sacramento en Champaign.

### 2009
De Amerikaan eindigde dit jaar op zijn beste plaats, namelijk juist buiten de top 100 en hij bereikte zijn eerste ATP finale. Bereikte zijn hoogste positie 13 april, namelijk no.77 na de finale te bereiken op het gravel ondergrond van het ATP-toernooi van Houston (verloor van: Lleyton Hewitt). In de eerste maand van het seizoen kwalificeerde hij zich voor Australian Open (verloor in vier sets van: Mario Ančić), gevolgd door een titel op het challenger van Carson (versloeg: Scoville Jenkins). Daarna kwam zijn beste week ooit in ATP-toernooi van Houston met maar één verloren set en de finale verloren, hij versloeg in de tweede ronde Jürgen Melzer, maar verloor in de finale van Lleyton Hewitt. Op Roland Garros verloor hij in de eerste ronde van de no.7 Gilles Simon in vijf sets. In juli bereikte hij de kwartfinale van het ATP-toernooi van Indianapolis (verloor van: John Isner) gevolgd door de derde ronde op het ATP-toernooi van Washington (verloor van: Fernando González). In september bereikte hij de finale van de challenger van Tulsa (verloor van: Taylor Dent) en eindigde het seizoen met twee keer de tweede ronde te bereiken, op het ATP-toernooi van Moskou en het ATP-toernooi van Wenen. Had een record van 6-9 op hardcourt en een record van 4-3 op gravel. verdiende dit jaar $ 222.109.

## Palmares enkelspel
| Nr.                  | Datum           | Toernooi    | Ondergrond | Tegenstander in finale | Score          | Details |
| -------------------- | --------------- | ----------- | ---------- | ---------------------- | -------------- | ------- |
| Verloren finales     |                 |             |            |                        |                |         |
| 1.                   | 11 april 2009   | ATP Houston | Gravel     | Lleyton Hewitt         | 2-6, 5-7       | Details |
| Gewonnen challengers |                 |             |            |                        |                |         |
| 1.                   | 19 juni 2006    | Milaan      | Gravel     | Arnaud Di Pasquale     | 5-7, 6-2, 7-65 |         |
| 2.                   | 8 oktober 2007  | Sacramento  | Hardcourt  | Lu Yen-Hsun            | 6-2, 6-3       |         |
| 3.                   | 26 januari 2009 | Carson      | Hardcourt  | Scoville Jenkins       | 6-4, 6-4       |         |
| 4.                   | 2 mei 2011      | Savannah    | Gravel     | Donald Young           | 6-4, 6-4       |         |
| 5.                   | 18 juli 2011    | Lexington   | Hardcourt  | James Ward             | 7-5, 6-4       |         |
| 6.                   | 24 januari 2012 | Bucaramanga | Gravel     | Adrian Ungur           | 6-1, 7-64      |         |
| 7.                   | 2 februari 2015 | Chitré      | Hardcourt  | Jimmy Wang             | 5-7, 6-4, 6-4  |         |

## Prestatietabellen
| Legenda | Legenda                          |
| ------- | -------------------------------- |
| g.t.    | geen toernooi gehouden           |
| l.c.    | lagere categorie                 |
| –       | niet deelgenomen                 |
| G       | uitgeschakeld in de groepsfase   |
| 1R      | uitgeschakeld in de eerste ronde |
| 2R      | uitgeschakeld in de tweede ronde |
| 3R      | uitgeschakeld in de derde ronde  |
| 4R      | uitgeschakeld in de vierde ronde |
| KF      | uitgeschakeld in de kwartfinale  |
| HF      | uitgeschakeld in de halve finale |
| F       | de finale verloren               |
| W       | het toernooi gewonnen            |
| w-v     | winst/verlies-balans             |

### Prestatietabel enkelspel
| Grandslamtoernooien   |                   |                   |                   |                   |                   |                 |                 |                 |                 |                 |        |
| Australian Open       | –                 | –                 | –                 | –                 | 1R                | 1R              | 2R              | –               | –               | 1R              | 1-4    |
| Roland Garros         | –                 | –                 | –                 | –                 | 3R                | 1R              | –               | –               | –               | –               | 2-2    |
| Wimbledon             | –                 | –                 | –                 | –                 | 1R                | 1R              | –               | 1R              | 1R              | –               | 0-4    |
| US Open               | 1R                | –                 | 1R                | 2R                | 2R                | 1R              | –               | –               | –               | 1R              | 2-5    |
| Winst-verlies         | 0–1               | 0–0               | 0-1               | 1-1               | 3–4               | 0-4             | 1-1             | 0-1             | 0-1             | 0-2             | 5–16   |
| ATP World Tour Finals |                   |                   |                   |                   |                   |                 |                 |                 |                 |                 |        |
| ATP World Tour Finals | –                 | –                 | –                 | –                 | –                 | –               | –               | –               | –               | –               | 0-0    |
| ATP Masters 1000      |                   |                   |                   |                   |                   |                 |                 |                 |                 |                 |        |
| Indian Wells          | –                 | 1R                | –                 | –                 | 2R                | 1R              | 1R              | –               | 2R              | –               | 2-5    |
| Miami                 | –                 | –                 | –                 | –                 | –                 | –               | –               | –               | –               | –               | 0-0    |
| Monte Carlo           | –                 | –                 | –                 | –                 | –                 | –               | –               | –               | –               | –               | 0–0    |
| Rome                  | –                 | –                 | –                 | –                 | –                 | –               | –               | –               | –               | –               | 0-0    |
| Hamburg               | –                 | –                 | –                 | –                 | –                 | lager categorie | lager categorie | lager categorie | lager categorie | lager categorie | 0–0    |
| Madrid                | –                 | –                 | –                 | –                 | –                 | –               | –               | –               | –               | –               | 0-0    |
| Montréal/Toronto      | –                 | –                 | –                 | 2R                | –                 | –               | –               | 1R              | –               | –               | 1–2    |
| Cincinnati            | –                 | –                 | –                 | –                 | –                 | 1R              | –               | –               | –               | –               | 0-1    |
| Shanghai              | geen Masters 1000 | geen Masters 1000 | geen Masters 1000 | geen Masters 1000 | geen Masters 1000 | –               | –               | –               | –               | –               | 0–0    |
| Parijs                | –                 | –                 | –                 | –                 | –                 | –               | –               | –               | –               | –               | 0-0    |
| Olympische Spelen     |                   |                   |                   |                   |                   |                 |                 |                 |                 |                 |        |
| Olympische Spelen     | –                 | geen toernooi     | geen toernooi     | geen toernooi     | –                 | g.t.            | g.t.            | –               | g.t.            | g.t.            | 0-0    |
| Statistieken          |                   |                   |                   |                   |                   |                 |                 |                 |                 |                 |        |
| Totaal aantal titels  | 0                 | 0                 | 0                 | 0                 | 0                 | 0               | 0               | 0               | 0               | 0               | 0      |
| Totaal winst-verlies  | 0-3               | 0-2               | 0-1               | 4-3               | 14-15             | 10-13           | 7-6             | 4-6             | 2-3             | 0-5             | 41-58  |
| Eindejaarsranking     | 398               | 270               | 184               | 121               | 116               | 105             | /               | 138             | 138             | 171             | n.v.t. |

### Prestatietabel (grandslam)dubbelspel
| Grandslamtoernooien   |       |        |
| Australian Open       | –     | 0-0    |
| Roland Garros         | –     | 0-0    |
| Wimbledon             | –     | 0-0    |
| US Open               | 1R    | 0-1    |
| Winst-verlies         | 0-1   | 0-1    |
| ATP World Tour Finals |       |        |
| ATP World Tour Finals | –     | 0-0    |
| Olympische Spelen     |       |        |
| Olympische Spelen     | g. t. | 0-0    |
| Statistieken          |       |        |
| Totaal aantal titels  | 0     | 0      |
| Eindejaarsranking     | /     | n.v.t. |